# Stazione di Ternate-Varano Borghi
Stazione di Ternate-Varano Borghi vasútállomás Olaszországban, Lombardia régióban, Ternate településen.

## Vasútvonalak
Az állomást az alábbi vasútvonalak érintik:
- Luino–Milánó-vasútvonal

## Kapcsolódó állomások
A vasútállomáshoz az alábbi állomások vannak a legközelebb:
- Stazione di Mornago-Cimbro (Stazione di Gallarate, S30)
- Stazione di Travedona-Biandronno (Cadenazzo vasútállomás, S30)